# Арнольд фон Диссен
Арнольд фон Диссен (нем. Arnold von Diessen; ок. 1040 — 8 февраля после 1091) — граф Диссена с 1070 года, граф в Роттгау с 1073 года.
Сын Фридриха III (ум. 30 июня 1075), графа фон Диссен, и его первой жены Ирмгарды фон Гильхинг.
Женившись на Гизеле (р. ок. 1050, ум. до 1096), дочери герцога Швабии Оттона Швейнфуртского, получил в приданое богатые земельные владения, в том числе Кульмбах и Плассенбург.
Граф Диссена с 1070 года, граф в Роттгау с 1073 года.
Дети:
- Бертольд III (ум. 27 июня 1151), граф Диссена и Плассенбурга.
- Адельгейда, муж — граф Тироля Альбрехт II.

Также детьми Арнольда и Гизелы называются:
- Гебхард I фон Вассербург (ум. 3 октября ок. 1102).
- Оттон фон Вассербург (погиб в битве 3 ноября 1112/1114)
- Дитрих, граф Вассербурга.

Возможно, это дети Гизелы от её первого мужа. В таком случае они родились в период 1065—1075 годов.
Арнольд фон Диссен последний раз прижизненно упоминается в 1091 году. В некоторых источниках датой его смерти указан 1098 год.